# Hersekli Ahmed Paixà
Hersekli Ahmed Paixà o Herzekzade Ahmed Paixà, de nom Stjepan Hercegović (Castel Nuovo o Herceg-Novi, maig de 1456 o juliol de 1459 - El Caire, 21 de juliol de 1517), fou un gran visir otomà croata, fill petit del duc Esteve Vukčik Kosača (1405-1466), herceg (duc) de Sant Sava, voivoda de Bòsnia i senyor del sud-est de Bòsnia (del seu títol el país fou anomenat Hercegovina i els seus descendents Hercegovic).
Va estudiar a Dubrovnik (Ragusa) i fins al 1472 portava el nom d'Esteve (Stjepan). Enemistat amb el seu germà gran Vlatko, l'herceg, que li va arrabassar la seva part a l'herència paterna, se'n va anar a Istanbul i es va fer musulmà amb el nom d'Ahmed Beg. Va ocupar algun càrrec menor i el 1481 es va casar amb la princesa Khundi Khatun filla de Baiazet II i fou nomenat sandjakbeg de Bursa i després beglerbegi d'Anadolu. Fou encarregat (1486) de l'expedició a Síria que havia de venjar la derrota i mort (1484) del gendre del sultà Ferhad Beg, ocupant Adana i Tars però fou derrotat i ferit pels mamelucs i fet presoner (febrer/març de 1486) i portat al Caire. Fou alliberat el gener del 1487 i en tornar a Turquia fou nomenat pel rang de visir. El 17 de març de 1489 o poc abans fou nomenat kapudan paixà però el seu atac a la flota mameluca va fracassar per una turmenta que va destruir les seves naus i les forces de terra foren derrotades a la batalla d'Agha Cayiri el 16 d'agost de 1488.
El 1489 fou nomenat beglerbegi d'Anadolu per segon cop i va anar en defensa de Kayseri, atacada pels mamelucs (març de 1490). Fins al 1497 va ocupar el mateix càrrec i el 2 de març de 1497 fou nomenat gran visir, fins que fou revocat el 19 d'agost de 1498 o poc després i fou nomenat altre cop kapudan paixà i sandjakbegi de Gal·lípoli; el 26 d'agost de 1499 va ocupar Aynabakhti (Naupacte). Va rebre el rang de visir el 1500 i l'any següent va dirigir la flota contra els francesos i en la defensa de Midilli a l'illa de Lesbos.
El desembre de 1502 fou nomenat per segona vegada gran visir i tot seguit va signar la pau amb Venècia (14 de desembre de 1502) i una treva amb Hongria (19 d'agost de 1503). Va restar en funcions fins al 7 de setembre de 1506 i segurament fou nomenat altre cop kapudan paixà i sandjakbegi de Gal·lípoli (apareix esmentat en aquest càrrec el 1509 amb rang de visir).
El juliol de 1511 va tornar a ser nomenat gran visir al lloc del difunt Khadim Ali Pasha, però fou revocat sota pressió dels geníssers amotinats, el setembre següent. El nou gran visir Koca Mustafa Paşa fou executat al cap de poc (1512) i Ahmed Pasha va ocupar el càrrec per quarta vegada. Va participar en la companya de Pèrsia que va acabar amb la gran victòria de Çaldiran.
Va seguir en el càrrec fins al 28 d'octubre de 1514 quan va ser retirat; el seu successor, Dukakinoğlu Ahmed Paşa, no va complaure el sultà Selim I, i Ahmed Paixà fou cridat per cinquena vegada el 8 de setembre de 1515; es va excusar en la seva edat i una malaltia, però el sultà li va imposar el nomenament; no va assistir a les reunions del diwan per causa del reuma i treballava a casa seva; quan els perses van assetjar Diyarbekir, el sultà va cridar a Ahmed, el va colpejar, destituir (26 d'abril de 1516) i el va fer empresonar a Yedi Kule, però després va rebre la gràcia a petició del nou gran visir Hadım Sinan Paşa.
Fou encara muhazif de Bursa i va anar al Caire (1517) a felicitar al sultà per la seva victòria sobre els mamelucs sent rebut per Selim (20 de juny de 1517). Va morir poques setmanes més tard (21 de juliol) deixant una filla, Huma, i dos fills, Alí i Mustafà, el darrer dels quals va morir el 1582 i amb ell es va extingir la branca musulmana dels Hercegovic.